# ویهتی
ویهْتی (به فنلاندی: Vihti) یک منطقهٔ مسکونی در فنلاند است که در اوسیما واقع شده‌است.

## خواهرخوانده
شهرهای بخش نورتالیه، دهستان اوتپا، سیل، نروژ و اسلیلسه، کمون دانمارک خواهرخوانده‌های ویهتی هستند.